# Wartosław
Wartosław (prononciation : [varˈtɔswaf]) est un village polonais de la gmina de Wronki dans le powiat de Szamotuły de la voïvodie de Grande-Pologne dans le centre-ouest de la Pologne.
Il se situe à environ 7 kilomètres à l'ouest de Wronki (siège de la gmina), 24 kilomètres au nord-ouest de Szamotuły (siège du powiat), et à 55 kilomètres au nord-ouest de Poznań (capitale de la Grande-Pologne).

## Histoire
À partir de 1818, la ville appartient à l'arrondissement de Samter dans le grand-duché de Posen puis de la province de Posnanie.
De 1975 à 1998, le village faisait partie du territoire de la voïvodie de Piła.

Depuis 1999, Wartosław est situé dans la voïvodie de Grande-Pologne.